# Perdiendo el control (álbum)
Perdiendo el control es el quinto álbum en Estudio de Melissa, grabado completamente en directo dentro de la cabina de grabación, es decir, el proceso de grabación de este álbum fue hecho "a la antigua" —por decirlo de algún modo— usando para ello, un solo canal: Tanto los instrumentos musicales como las voces fueron grabadas al mismo tiempo in situ.
En la actualidad, la grabación de canciones se hace usando consola de varias pistas o canales por separado: Los teclados en un canal, las guitarras en otro canal diferente, las voces en otro, y así sucesivamente hasta completar todos los elementos que conforman la canción que se está grabando... “Perdiendo El Control” se grabó en su totalidad, de arriba abajo, como si se tratarse de un concierto en vivo y directo, pero con la peculiaridad que fue realizado estando, todos ellos—los involucrados—dentro del Estudio de Grabación.
El álbum está conformado por un repertorio de diez canciones inéditas escritas especialmente para este proyecto musical... Entre los autores de los temas musicales que colaboraron para este disco encontramos a: Miguel Mateos, Sabo, Alejandro Lerner, Frank Quintero y Guillermo Carrasco... Al sonido general de todo el álbum se le quiso dar una atmósfera más latina, para lo cual se incluyó en la banda—al momento de la grabación—percusión y metales, con lo que se buscaba que la música de este LP fuese más digerible al público hispano, sobre todo, el de los Estados Unidos, pero sin perder del todo ese matiz rock y funk tan ampliamente desarrollado por Melissa en sus produccciones anteriores.
Entre los músicos que intervienen en este disco están los de Chick Corea en el bajo, los de Duran Duran en la batería, los de Steely Dan en la guitarra, los de Blood, Sweat & Tears en los metales y, Luther Vandros haciendo los coros. 
A pesar de la calidad con que fue grabado y la interpretación que hace Melissa de cada uno de los temas, el disco no vendió lo que se esperaba; sin embargo el sencillo “Perdiendo El Control” se ubicó rápidamente en el Top los primeros lugares en las emisoras de radio... Otras de las canciones extraídas como singles fueron: “Despacio”, “Otra Noche Contigo”, “Abeja Reina”, “Para Llegar A Ti” y “Libre Sensación”.

## Datos del álbum
- Producción Musical: Daniel Freiberg.
- Producción Ejecutiva: Carlos Sánchez.
- Grabado en los siguientes Estudios: Record Plant Studios, Electric Lady Studios y Backed Potatoe Recording de New York.
- Mezclado en: Record Plant Studios.
- Ingenieros de Grabación: Glenn Marchesse, Daniel Freiberg y John Goldberg.
- Ingenieros de Mezcla: Glenn Marchesse, Jay Messina, Sam Ginsberg y Dave Dachinguer.
- Ingenieros Asistentes: Joe Hanahan, Frank Pekoc, Derrik Venarchik.
- Compaginación: Derrik Venarchik.
- Músicos que intervienen en este álbum: Piano, sintetizadores y programación: Daniel Freiberg || Bajo: Frank Centeno, Chris Bishop || Guitarra: Elliot Randall, Jeff Mironov, George Waderius || Batería y percusión: Graham Hawthorne || Trompeta: Midtown Horn || Brass: Rick Savage, Dave Rogerg || Trombón: Jim Pugh || Saxo: Mark Fineberg.
- Backing Vocals: Melissa, Damaris Carbaugh, Doris Eugenio, Rodrigo Saenz y Frank Quintero.
- Selección de Repertorio: Melissa, Daniel, Carlos y Oscar.
- Diseño Gráfico: E.i.2.
- Fotografías: José Luis Reus.

## Temas
Lado A:
1. “Perdiendo el control” (Miguel Mateos) 4:38
2. “Libre sensación” (Julio Presas) 4:16
3. “Volátil” (Moura y Mugetti) 4:37
4. “Música lenta” (Daniel Melero) 2:58
5. “Agujero interior” (Moura y Jacoby) 3:11

Lado B:
1. “Abeja reina” (Frank Quintero / Guillermo Carrasco) 4:14
2. “Otra noche contigo” (Presas y Kutin) 4:14
3. “Por una noche más” (Miguel Mateos) 3:23
4. “Despacio” (Frank Quintero / Guillermo Carrasco) 4:14
5. “Para llegar a ti” (Sabo) 4:29

## Sencillos extraídos delálbum“Perdiendo El Control”.
01. Maxisencillo: "Perdiendo El Control". Portada en diseño minimalista: Color de fondo blanco y con el título del sencillo en letras de aspecto eléctrico (en líneas de zig-zag).
Lado A: "Perdiendo El Control" (Mono) 45 r. p. m..
Lado B: "Perdiendo El Control" (Stereo) 45 r. p. m..
02. Maxisencillo: "Despacio". 90229. Fotoportada idéntica a la foto del álbum "Perdiendo El Control", pero con la única diferencia que la del Sencillo lleva tonos en negros y grieses y tiene una "enmarcación" (marco) en la parte supeir e inferior de la carátula.
Lado A: "Despacio" (Mono) 45 r. p. m..
Lado B: "Despacio" (Stereo) 45 r. p. m..
03. "Otra Noche Contigo".
NOTA: "Otra Noche Contigo" fue la canción de apertura y cierre de la telenovela "La Sombra De Piera", obra original de Ligia Lezama, protagonizada por Elluz Peraza y Eduardo Serrano; telenovela transmitida por Venevisión (1989).
04. "Abeja Reina".
05. "Para Llegar A Ti".
06. "Libre Sensación".
- Datos: Q6072189